# Église de la Décollation-de-Saint-Jean-Baptiste de Saint-Jean-de-la-Blaquière
Pour les articles homonymes, voir Église de la Décollation-de-Saint-Jean-Baptiste.
L'église de la Décollation-de-Saint-Jean-Baptiste de Saint-Jean-de-la-Blaquière est une église romane située à Saint-Jean-de-la-Blaquière dans le nord du département français de l'Hérault en région Occitanie.

## Historique
Le village de Saint-Jean-de-la-Blaquière est mentionné dès 804 sous le nom de Pluias cum villis et molendinis dans le cartulaire de l'abbaye de Gellone.
Une église y est mentionnée dès 942 : Commutavit villam de Subertio cum ecclesia S. Joannis de Plenis vulgo de la Blaquiere. Cette église apparaît en 987 sous le nom d'Ecclesia S. Joh. de Plenis dans le cartulaire de Lodève, puis encore en 1031 sous le nom de Parrochia S. Joh. de Pleus.
L'église actuelle date de la première moitié du XIIe siècle.

## Protection
À l'exception des chapelles latérales, l'église fait l'objet d'une inscription au titre des monuments historiques depuis le 12 février 1951.

## Architecture

### Architecture extérieure
L'église présente un remarquable chevet de style roman lombard.
Ce chevet, édifié en  pierre de taille assemblée en grand appareil, est percé de baies cintrées à double ébrasement.
Il est orné de lésènes et de bandes lombardes composées d'arcades reposant sur des modillons géométriques.
Les bandes lombardes sont surmontées d'une double frise de dents d'engrenage présentant la particularité d'avoir les dents de la rangée inférieure orientées vers la droite alors que celles de la rangée supérieure sont orientées vers la gauche.
La travée de chœur, percée de nombreux trous de boulin, présente le même décor de bandes lombardes et de frises de dents d'engrenage.

### Architecture intérieure
À l'intérieur, sous une voûte en cul-de-four, l'abside présente trois fenêtres à la décoration soignée. Chaque fenêtre est encadrée de fines colonnettes aux chapiteaux sculptés supportant un arc torique (boudin).
De plus, l'extrados des fenêtres latérales est orné d'une frise de dents d'engrenage, en écho à la décoration extérieure du chevet.

### Articlexs connexes
- Liste des monuments historiques de l'Hérault
- Saint-Jean-de-la-Blaquière